# Irmandade Ariana
A Irmandade Ariana (Aryan Brotherhood), também conhecida como Marca e AB, é uma gangue de prisão neonazista e um sindicato do crime organizado com sede nos Estados Unidos e tem cerca de 15.000 a 20.000 membros dentro e fora das prisões. O Southern Poverty Law Center (SPLC) caracterizou-o como "a mais antiga gangue prisional supremacista branca do país e um sindicato nacional do crime" enquanto a Liga Antidifamação a chama de "gangue prisional racista mais antiga e notória dos Estados Unidos". De acordo com o Federal Bureau of Investigation (FBI), a Irmandade Ariana representa uma porcentagem extremamente baixa de toda a população carcerária dos Estados Unidos, mas é responsável por um número desproporcionalmente grande de assassinatos em prisões.
A gangue se concentrou nas atividades econômicas em que as entidades do crime organizado normalmente se envolvem, principalmente tráfico de drogas, extorsão, prostituição de presidiários e assassinato de aluguel. A organização de seus membros apenas para brancos varia de prisão para prisão, mas geralmente é hierárquica, encabeçada por um conselho de doze homens que é chefiado por uma comissão de três homens. A Irmandade Ariana usa vários termos, símbolos e imagens para se identificar, incluindo trevos, suásticas e outros símbolos. Para ingressar na Irmandade Ariana, os novos membros podem fazer um juramento de sangue ou fazer uma promessa; a aceitação na Irmandade Ariana é auxiliada pela disposição de uma perspectiva de matar outro preso.

## História
A maioria das prisões nos Estados Unidos foi segregada racialmente até a década de 1960. À medida que as prisões começaram a dessegregar, muitos presos se organizaram em gangues de acordo com as linhas raciais. Acredita-se que a Irmandade Ariana tenha sido formada na Penitenciária Estadual de San Quentin, mas pode ter sido inspirado pela Bluebird Gang. Eles decidiram atacar os afro-americanos que estavam formando seu próprio grupo militante chamado Black Guerrilla Family. No início da década de 1970, a Irmandade Ariana tinha uma conexão com Charles Manson e a Família Manson. Vários membros da Família Manson estavam na prisão na época e tentaram unir forças. No entanto, o relacionamento não durou muito, pois a Irmandade Ariana se ofendeu com o assassinato da atriz grávida Sharon Tate.
A Irmandade Ariana cresceu rapidamente no sistema prisional da Califórnia e, eventualmente, iniciou uma guerra racial em 1975 com outras gangues prisionais, como a Nuestra Familia e a Black Guerilla Family. Como resultado da guerra racial, os funcionários da prisão da Califórnia segregaram as gangues em diferentes prisões na Califórnia. Quando a Irmandade Ariana foi isolada na prisão de Chino, eles puderam continuar a crescer e desenvolver sua hierarquia de liderança.
Em 1981, Thomas Silverstein e Clayton Fountain foram acusados do assassinato de um presidiário negro chamado Robert Chappelle na unidade de controle da Penitenciária dos Estados Unidos, Marion. Acreditava-se que Silverstein e Fountain estrangularam Chappelle em sua cela. Silverstein e Fountain mais tarde mataram Raymond Smith, um amigo de Robert Chappelle. Os dois homens esfaquearam Smith 67 vezes. Silverstein então começou a planejar o assassinato de um agente penitenciário. Em 22 de outubro de 1983, membros de gangues da Irmandade Ariana mataram dois agentes penitenciários em Marion. Silverstein matou um oficial chamado Merle Clutts, esfaqueando-o aproximadamente 40 vezes. Várias horas depois, Fountain também matou um oficial chamado Robert Hoffman. As táticas usadas foram desenvolvidas para um assassinato anterior de presidiário; Silverstein usou uma faca improvisada e uma chave de algema enquanto era levado para o chuveiro. Ele arrombou a fechadura, atacou e matou Merle Clutts. Fountain usou táticas semelhantes para matar Robert Hoffman.
Na década de 1990, a Irmandade Ariana mudou seu foco de matar por razões estritamente raciais e se concentrou no crime organizado, como narcotráfico, prostituição e assassinatos sancionados. Eles assumiram o poder do nível do crime organizado dentro de grande parte do sistema prisional dos Estados Unidos, onde acabaram acumulando maior poder e influência do que a Cosa Nostra Americana. Essa situação foi personificada quando, depois de ser agredido por um presidiário afro-americano enquanto estava encarcerado na Penitenciária Federal de Marion em 1996, o chefe da Família Gambino, John Gotti, supostamente pediu à Irmandade Ariana para assassinar seu agressor. O atacante de Gotti foi imediatamente transferido para custódia protetora e a retaliação planejada foi abandonada.
Em abril de 1993, membros da Irmandade Ariana junto com membros dos Black Muslims e outras gangues no Centro Correcional do Sul de Ohio iniciaram o motim na Prisão de Lucasville em Lucasville. Os desordeiros fizeram vários policiais como reféns e mataram nove presidiários, depois mataram um policial. Suas queixas incluíam alegado tratamento abusivo e superlotação, com os Black Muslims também exigindo o fim do teste obrigatório de tuberculose, que, segundo eles, violava sua fé.

### Investigações e processos
No final de 2002, 29 líderes da gangue foram simultaneamente presos em prisões em todo o país e levados a julgamento sob a Racketeer Influenced and Corrupt Organizations Act (RICO). A intenção era condenar à morte pelo menos 21 deles, de forma semelhante às táticas usadas contra o crime organizado. O caso produziu 30 condenações, mas nenhum dos líderes mais poderosos recebeu uma sentença de morte. A sentença ocorreu em março de 2006 para três dos líderes mais poderosos da gangue, incluindo Barry Mills e Tyler Bingham, que foram indiciados por vários crimes, incluindo assassinato, conspiração, narcotráfico, extorsão e por ordenar assassinatos e espancamentos de suas celas. Bingham e Mills foram condenados por assassinato e enviados de volta para a Penitenciária Administrativa da Prisão de Facilidade Máxima (ADX) dos Estados Unidos em Florence, Colorado, escapando da pena de morte. Bingham está cumprindo uma sentença de prisão perpétua sem liberdade condicional. Mills, também condenado à prisão perpétua sem liberdade condicional, morreu em ADX em 2018.
Processar a gangue tem sido difícil, porque muitos membros já estão cumprindo sentenças de prisão perpétua sem possibilidade de liberdade condicional, então os promotores buscavam a pena de morte para 21 dos indiciados, mas retiraram a pena de morte para todos, exceto cinco réus. Em setembro de 2006, os 19 indiciados não elegíveis para a pena de morte se declararam culpados. O primeiro de uma série de julgamentos envolvendo quatro membros de alto escalão terminou com condenações em julho de 2006.
Em 23 de junho de 2005, após uma investigação de 20 meses, uma força de ataque federal invadiu seis casas no nordeste de Ohio que pertenciam a membros da Order of the Blood, uma organização criminosa controlada pela Irmandade Ariana. 34 membros ou associados da Irmandade Ariana foram presos e mandados foram emitidos para a prisão de mais dez.
Em novembro de 2020, mais de sessenta indivíduos associados à Irmandade Ariana foram presos em uma operação multiagência ocorrida na Califórnia, Montana e Nevada. Os investigadores viram evidências de que membros da Irmandade Ariana estavam operando fora das prisões e notaram conexões entre a gangue e crimes violentos, tráfico de armas de fogo e tráfico de drogas. O governo viu esses crimes ocorrendo na Costa Oeste, no entanto, conexões com a gangue foram feitas em todo o país, chegando até o Alabama, todas ligadas à Irmandade Ariana, levando à apreensão de 36 quilos de metanfetamina, 2 quilos de heroína e mais de 25 armas de fogo.

## Ideologia e motivação
A motivação inicial para a formação do grupo em San Quentin em 1964 foi a autoproteção contra uma gangue negra existente na prisão. O SPLC disse que, embora tenham claramente uma ideologia de supremacia branca, a principal motivação é o dinheiro e, ocasionalmente, deixaram de lado visões racistas, como aliar-se a gangues latino-americanas para obter lucro.
O SPLC, que monitora grupos de ódio e outros extremistas nos Estados Unidos, designou a Irmandade Ariana como "a maior gangue prisional supremacista branca do país e um sindicato do crime nacional" , e a "maior e mais mortal gangue de prisão nos Estados Unidos".
Daryl Johnson, líder da Equipe de Análise de Terrorismo Doméstico, cujo trabalho é monitorar a atividade de milícias de direita e outros grupos terroristas domésticos, disse que as organizações de supremacia branca nas prisões são uma "ameaça de radicalização", cometendo atos de violência dentro da prisão e depois nas comunidades maiores após a soltura. Johnson nomeou a Irmandade Ariana, a Aryan Brotherhood of Texas e o Aryan Circle como exemplos de gangues prisionais supremacistas brancas que são ameaças de radicalização.
Em uma investigação nas prisões da Califórnia que terminou em 1989, o FBI caracterizou a Irmandade como um "violento, grupo supremacista branco", e uma conferência de inteligência do Departamento de Segurança Interna dos Estados Unidos (DHS) de 2008 em Newport, Rhode Island, dividiu o extremismo doméstico violento em três tipos e concluiu que grupos de supremacia branca como a Irmandade Ariana continuavam sendo uma ameaça e um motivo de preocupação.

## Operações e adesão
As estimativas de membros da Irmandade Ariana variam de 15.000 a 20.000 membros dentro e fora da prisão.
A Irmandade Ariana tem membros dentro das prisões federais e estaduais, e fora nas ruas. Todos os membros são brancos e estão na prisão ou já estiveram na prisão. Aderir é difícil. Novos membros estão em liberdade condicional por um ano, devem fazer um juramento de sangue pelo resto da vida e devem cometer um ato violento para ingressar na Irmandade, como matar um presidiário rival, agredir um oficial ou assassinar um prisioneiro afro-americano ou hispânico. Os membros recebem vários materiais de leitura contrabandeados para as prisões publicados pela Aryan Nations, Militia of Montana e outros grupos, assim como Mein Kampf, A Arte da Guerra e O Príncipe de Nicolau Maquiavel. Os primeiros membros gostavam dos romances de faroeste de Louis L'Amour, fonte do autoproclamado apelido de "a marca" da organização. Portanto, eles perpetuaram uma admiração pelos pistoleiros foragidos do oeste americano. Os membros também gostam dos vikings medievais e dos piratas da Era de Ouro.
As atividades criminosas dentro dos muros da prisão incluem prostituição masculina, jogo de azar, extorsão e narcotráfico, envolvendo principalmente metanfetaminas. Fora da prisão, a AB se envolve em todo tipo de empreendimento criminoso, "incluindo assassinato de aluguel, assalto à mão armada, tráfico de armas, fabricação de metanfetamina, venda de heroína, falsificação e roubo de identidade", de acordo com o SPLC.

## Organização e afiliação

### Organização
Após sua formação nas prisões da Califórnia em meados da década de 1960, a Irmandade Ariana se espalhou para a maioria das prisões da Califórnia em 1975. Depois que alguns de seus líderes foram enviados para prisões federais, eles aproveitaram a oportunidade para começar a se organizar dentro do sistema prisional federal. Isso terminou com a criação de duas organizações separadas, mas relacionadas, a Irmandade Ariana da Califórnia e a Irmandade Ariana da prisão federal. Como um ex-líder disse: "Eles são como duas famílias criminosas relacionadas, mas diferentes. Cada um deles tem sua comissão [governante]... mas são aliados." No final da década de 1970, essas gangues tinham menos de 100 membros, mas sua adesão cresceu rapidamente à medida que absorveram outros grupos racistas e skinheads, e hoje estima-se que essas gangues tenham mais de 20.000 membros nos sistemas prisional federal e estadual.
Em seus primórdios, o grupo tinha um sistema de um homem e um voto, mas isso quebrou como resultado da rápida expansão do grupo e foi substituído pelo estabelecimento de uma estrutura hierárquica, liderada por um conselho de 12 homens, e supervisionado por uma comissão de três membros. Cada um dos sistemas federal e estadual tinha seu próprio conselho e comissão. A organização varia um pouco, de prisão para prisão. Por exemplo, no sistema prisional do Arizona, os membros são conhecidos como "parentes" e organizados em "famílias". Um "conselho" controla as famílias. Os Membros podem recrutar outros membros, conhecidos como "progênies", e servir como mentores para os novos recrutas.
Foi instituída uma espécie de sistema bancário ou contábil interno, que lhes permitia "tributar" a atividade criminosa nas ruas e arrecadar 20% sobre o lucro, dinheiro que depois é lavado e controlado pela comissão.

### Afiliações, alianças e rivalidades
A Irmandade Ariana é afiliada a uma rede de gangues menores de peckerwood, como os Nazi Lowriders e o Public Enemy No. 1, e a organização nacional baseada no ódio Aryan Nations. O grupo também tem uma aliança com a Máfia Mexicana (La Eme), já que os dois são inimigos mútuos da Black Guerrilla Family. Outras gangues rivais incluem Black P. Stones, Bloods, Crips, DC Blacks e Nuestra Familia.
A Irmandade se associou em empreendimentos criminosos com os Hells Angels. As gangues também estiveram envolvidas em uma luta pelo poder em East Bay, que levou à morte do vice-presidente dos Hells Angels, Michael O'Farrell, em 6 de junho de 1989.
Em 1992, a quadrilha estabeleceu laços com o crime da Cosa Nostra Americana, por meio do chefe John Gotti, que foi condenado à prisão e procurou a Irmandade Ariana para proteção enquanto estava na prisão. Gotti também organizou uma parceria comercial que operava externamente entre seu grupo e a Irmandade e, como resultado dessa parceria comercial, o poder do grupo se expandiu muito nas ruas.
A comunicação e o controle da Irmandade Ariana tornaram-se tão rígidos e eficientes que eles conseguiram organizar e dirigir grandes empreendimentos criminosos do lado de fora, mesmo em confinamento solitário, para grande frustração das autoridades federais e estaduais.

## Simbologia e identificação
A Irmandade Ariana usa vários símbolos e imagens para identificar os membros e a organização, e lemas e juramentos falados ou escritos para protegê-los.

### Tatuagens e outras marcas

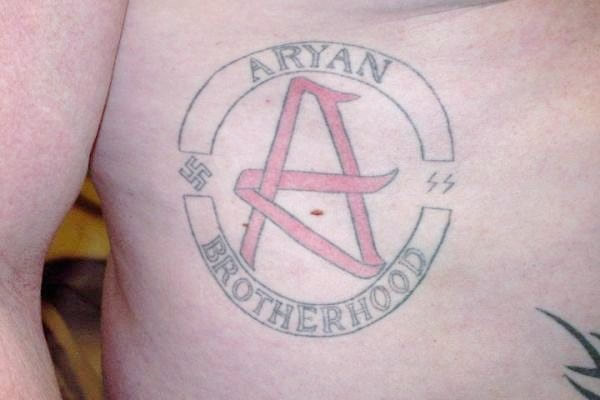
Tatuagem de um membro

Novos membros foram marcados com uma tatuagem, seguindo o procedimento em um romance de prisão popular entre os presidiários. A imagem era um trevo verde (também chamado de "a rocha"), as letras AB ou o número 666. "A marca" significava que o preso pertencia à Irmandade Ariana.
Como a maioria das gangues prisionais, os membros da Irmandade Ariana se marcam com tatuagens distintas. Os designs geralmente incluem as palavras Aryan Brotherhood, AB, 666, simbolismo nazista como SS, Runas SIG e suásticas, bem como trevos e iconografia celta.

### Lemas e promessas
Outros meios de identificação da associação ao grupo eram o lema "sangue dentro, sangue fora" simbolizando a associação vitalícia sem saída além da morte, e "a promessa", um juramento de oito linhas que cada novo membro tinha que fazer.

## Categorização e análise
De acordo com o FBI, em 1992, a gangue representava menos de 0,1% da população carcerária, mas era responsável por 18 a 25% dos assassinatos no sistema prisional federal.
O Departamento de Segurança Interna dos Estados Unidos (DHS) divulgou o relatório Domestic Extremism Lexicon em 2009, que define diferentes classificações de extremistas. Na última entrada do relatório de 11 páginas, ele dividiu o "movimento da supremacia branca" em seis categorias: neonazista, Ku Klux Klan, Identidade Cristã, skinhead racista, misticismo nórdico e gangues prisionais arianas.
Uma análise da Slate descreve a classificação da gangue de prisão ariana como "ainda mais fora do mainstream da supremacia branca", e os descreve como amplamente independentes de outros grupos de supremacia branca, embora as linhas tenham se confundido com o passar do tempo. O relatório também se refere a eles como "mais flexíveis" do que outros grupos supremacistas brancos desde "seus objetivos criminosos geralmente têm precedência sobre a ideologia".

## Membros notáveis adicionais
- David David SS Chalue - Um dos três homens acusados do sequestro e assassinato de David Glasser, Edward Frampton e Robert Chadwell em 2011.[36]
- David Frank Jennings - Assassino do coordenador da Liga de Defesa Judaica, Earl Krugel, enquanto os dois estavam presos na Federal Correctional Institution, Phoenix.[37][38]
- David Clay Lind - Afiliado da infame gangue de traficantes de drogas do Wonderland Gang que recebeu atenção da mídia após os assassinatos do Wonderland Gang.[39][40]
- Paul Cornfed Schneider - O dono dos dois cães Presa Canario que atacaram e mataram Diane Whipple em 2001. Schneider, junto com seu colega de quarto e membro da Irmandade Ariana Dale Bretches, tinha a intenção de iniciar um ringue ilegal de luta de cães Presa Canario da prisão.[41][42][43]

## Na cultura popular

### Documentários de TV
- America's Deadliest Prison Gang
- Aryan Brotherhood (National Geographic)
- Gangland: "Aryan Brotherhood" (History)
- Marked (History - 27 de agosto de 2009)
- Outlaw Empires (1 episódio, 2012)
- Ross Kemp on Gangs (2004–2008)

### Filmes
- American History X (1998)
- American Me (1992)
- Animal Factory (2000)
- An Innocent Man (1989)
- Bad Country (2014)
- Big Stan (2007)
- Blood In Blood Out (1993)
- The Butterfly Effect (2004)
- Dead Man Walking (1995)
- The Death and Life of Bobby Z (2007)
- Death Race (2008)
- El Camino: A Breaking Bad Movie (2019)
- The Experiment (2010)
- Felon (2008)
- Fire with Fire (2012)
- Honour (2014)
- Higher Learning (1995)
- Inherent Vice (2014)
- Lockdown (2000)
- Miami Vice (2006)
- Once Fallen (2010)
- Ricochet (1991)
- Shot Caller (2017)
- Snitch (2013)
- Supremacy (2014)
- South Central (1992)
- Top Dog (1995)

### Séries de TV
- Agentes da S.H.I.E.L.D. (04x01)
- American Gangs (2009)
- Banshee (Temporada 2 e seguintes)
- Bad Blood (Temporada 1)
- Breaking Bad (Temporada 5)
- Explorer (2010)
- Gangland Undercover (2015)
- Law & Order (2004)
- Monk (02x16)
- Oz (1997–2003)
- The Punisher (2017–2019)
- Person of Interest (02x01)
- Police Story (05x05)
- Prison Break (2005–2009)
- Raines (2007)
- Ray Donovan (Temporada 3)
- Sons of Anarchy (2008 e 2014)
- Truth Be Told (2019)

### Outros
- Hard Time (história em quadrinhos, 2004–06)